# Uli Schmied
Hans-Ulrich "Uli" Schmied (født 23. februar 1947 i Meißen) er en tysk tidligere roer og dobbelt olympisk medaljevinder.

## Karriere

### Roning
Schmied roede først singlesculler og blev blandt andet østtysk mester i 1968. Samme år kom han med i den østtyske dobbeltsculler til OL i Mexico City, hvor han blev nummer fem. Han fortsatte i denne bådtype og sammen med Joachim Böhmer vandt han VM-sølv i 1970 og EM-guld i 1971 samt det østtyske mesterskab begge år.
Duoen deltog derpå OL 1972 i München, hvor de efter en andenplads i deres indledende heat vandt deres opsamlingsheat, hvorpå de vandt deres semifinale. I finalen kom kampen om guldet til at stå mellem Aleksandr Timosjinin og Gennadij Korsjikov fra Sovjetunionen og Frank Hansen og Svein Thøgersen fra Norge, en duel der endte med sejr til den sovjetiske duo, mens nordmændene fik sølv, og et stykke efter disse sikrede Schmied og Böhmer sig bronzen meget sikkert.
Fra 1973 roede han sammen med Christof Kreuziger og blev østtysk mester dette og det følgende år. Duoen blev også europamestre i 1973 samt verdensmestre i 1974.
Til OL 1976 i Montreal stillede han op med Jürgen Bertow, og disse to vandt både deres indledende heat og deres semifinale. I finalen kunne de dog ikke følge med Norge, der denne gang stillede op med Frank Hansen og hans bror Alf. Disse to vandt guld i sikker stil, mens briterne Chris Baillieu og Michael Hart vandt sølv, og Schmied og Bertow fik bronze.
I 1977 roede han sammen med Rüdiger Reiche og vandt det østtyske mesterskab samt VM-sølv. Han vandt endnu en medalje ved de østtyske mesterskaber året efter, hvorpå han indstillede sin elitekarriere.

### Videre karriere
Schmied var udlært betonarbejder og studerede senere til civilingeniør. Han arbejdede derpå for en statsinstitution i DDR indtil den tyske genforening, hvorpå han han skiftede til et arkitektfirma i Berlin.

## OL-medaljer
- 1972:  Bronze i dobbeltsculler
- 1976:  Bronze i dobbeltsculler